# USP36
유비퀴틴 특이적 단백질 분해 효소 36(Ubiquitin-specific protease 36)은 인간에서 USP36 유전자에 의해 암호화되는 효소이다.
이 유전자는 히스티딘 및 시스테인 도메인을 갖는 탈유비퀴틴 화 효소(DUB)인 유비퀴틴 특이적 단백질 분해 효소 패밀리의 구성원을 암호화한다. 이 단백질은 핵소체와 뉴클레오포스민,  피블리라닌에 있다.